# Disseta scopularis
Disseta scopularis är en kräftdjursart som först beskrevs av Brady 1883.  Disseta scopularis ingår i släktet Disseta och familjen Heterorhabdidae. Inga underarter finns listade i Catalogue of Life.